# 尹宅重
尹 宅重（ユン・テクチュン、朝鮮語: 윤택중、1913年11月12日または12月16日 - 2002年1月26日）は、大韓民国の教育者、政治家。第2・4・5代韓国国会議員、全州明倫大学学長、檀国大学学長、文教部長官を歴任した。
本貫は坡平尹氏。号は嗚川または鳴川。

## 経歴
全羅北道益山郡出身。1936年中央高等普通学校卒、1939年普成専門学校法科卒、1943年中央大学法学部卒。中央中学校・普成専門学校・京城帝国大学勤務を経て、光復後は中央高等学校教師を務め、1945年9月に高麗青年党委員、1946年4月に西北学生援護会監査役を務めた。その後は金性洙の推薦で全羅北道文社局長・学務局長・教育局長などを務め、1948年の初代総選挙では全羅北道選挙委員会委員を務めた。1948年9月には新教育協会の発起人を務めた。
全州明倫大学（現・全北大学校）学長を経て、1950年の第2代総選挙では民主国民党の候補として益山郡乙選挙区から当選した。1950年9月に国会弾劾裁判所審判官となり、1953年1月に国会文教分科委員長に当選した。1954年の第3代総選挙で落選した後、1955年3月に第5代檀国大学（現・檀国大学校）学長に選ばれた。民主党中央常務委員・政策委員などを務めながら、1958年の第4代総選挙で民主党の候補として返り咲きを果たした。国会議員在任中は教育法中改正案、教師国家試験案、国定教科書価格査定改正案などを主導して提出したほか、第2代国会の時は釜山政治波動を、第4代国会の時は2・4波動をそれぞれ経験し、闘争経験も豊富だった。1960年8月に普成専門学校時代の恩師であった呉天錫長官の下の文教部政務次官に任命され、1961年5月の張勉内閣の内閣改造で呉の後任の第9代文教部長官となったが、わずか13日後に発生した5・16軍事クーデターにより失職した。
その後はしばらく政治活動規制を受け、1962年に解除された。1964年に新教育時報を創刊し社長を務めた。1965年に民衆党全羅北道裡里益山地区組織責任者・中央常務委員を務めたが、国会での韓日協定批准同意案を受けて尹潽善らが離党するとその側近として活動し、1966年に新韓党創党運営委員会委員・裡里益山地区党組織責任者・中央常任委員会文化公報分科委員長・党務会議議長・事務総長を務めた。1967年に合党後の新民党の候補として第7代総選挙に出馬したが落選した。1970年に新民党12人対策委員会委員、1971年に新民党指導委員会委員を経て、1972年に離党し民主統一党の結成に参加し、1973年に同党創党準備委員会地域区組織責任者・統一委員長を務めたが、同年の第9代総選挙で再び落選した。同年12月に民主統一党全党大会議長を務め、1980年以降は民主韓国党発起人・諮問委員、平和統一諮問会議民韓党推薦顧問委員、民韓党顧問を務め、1994年に大韓民国憲政会元老会副議長に選ばれた。他に社団法人民族文化考証学会副会長、梵亭張炯記念事業会会長、梵隠奨学金財団理事長、省斎李始栄記念事業会会長、全国指導者育成協議会長、民族統一国民運動本部常任共同代表、壬辰倭乱400周年再照明学術大会会長、民族サバロチャッキ国民会議会長など、育英事業、民族文化の保存や民族史探求活動も行った。
2002年1月26日、88歳で亡くなった。

## エピソード
中央高普在学中は第2回全朝鮮男女専門学生討論大会の開会辞を発表した。
1953年、光州学生運動にちなんで、11月3日を「学生の日」に指定する法案を発議した。